# Кевін Галван
Кевін Галван (ісп. Kevin Galván, нар. 10 березня 1996, Колон) — панамський футболіст, захисник клубу «Спортінг».

## Клубна кар'єра
У дорослому футболі дебютував 2016 року виступами за команду «Спортінг», кольори якої захищає й донині.

## Виступи за збірні
У 2013 році дебютував у складі юнацької збірної Панами (U-17), загалом на юнацькому рівні взяв участь у 8 іграх.
У 2015 році залучався до складу молодіжної збірної Панами. На молодіжному рівні зіграв у 8 офіційних матчах.
У 2018 році дебютував в офіційних матчах у складі національної збірної Панами.
У складі збірної був учасником розіграшу Золотого кубка КОНКАКАФ 2019 року.